# 奥尔加斯
奥尔加斯，是西班牙卡斯蒂利亚-拉曼恰托莱多省的一个市镇。总面积155平方公里，总人口2669人（2001年），人口密度17人/平方公里。